# ماساهیده هیراوکا
ماساهیده هیراوکا (انگلیسی: Masahide Hiraoka؛ زادهٔ ۱۲ مهٔ ۱۹۹۵) بازیکن فوتبال اهل ژاپن است.